# Magyar népi halászat

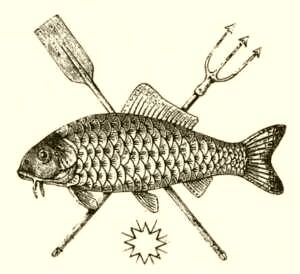
Herman Ottó: A magyar halászat könyve című művének illusztrációja

## A halászat története

### Kárpát-medence

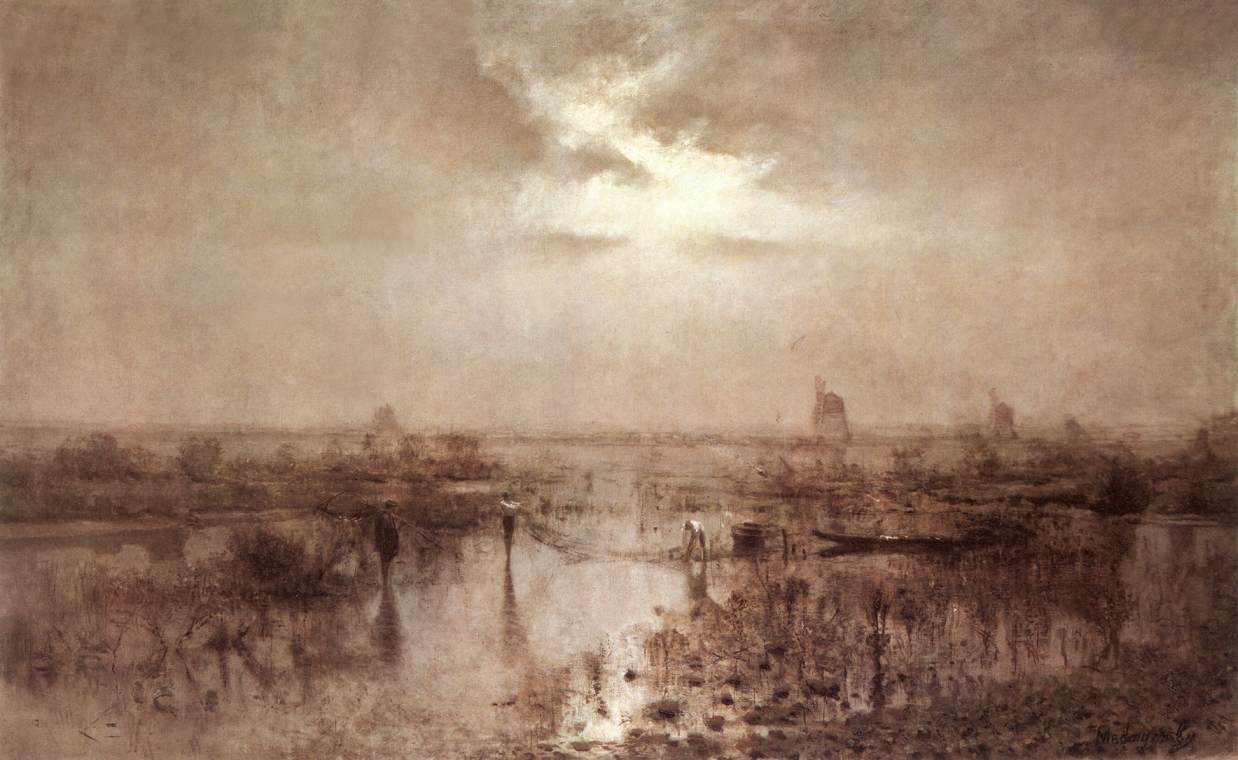
Mednyánszky László: Halászat a Tiszán

A magyar halászat történetét három honfoglalás kori forrásból is nyomon követhetjük: 
Ibn Ruszta, Gardízi arab írók tudósításaiból, valamint a honfoglalás korában élt Regino prümi apát leírásai szólnak e témáról.
A magyar halászat eredetének kutatását, tárgyi anyagának összegyűjtését, rendezését Herman Ottó, Jankó János, nyelvemlékeinek kutatását, magyarázatát pedig Munkácsi Bernát munkásságának köszönhetjük.

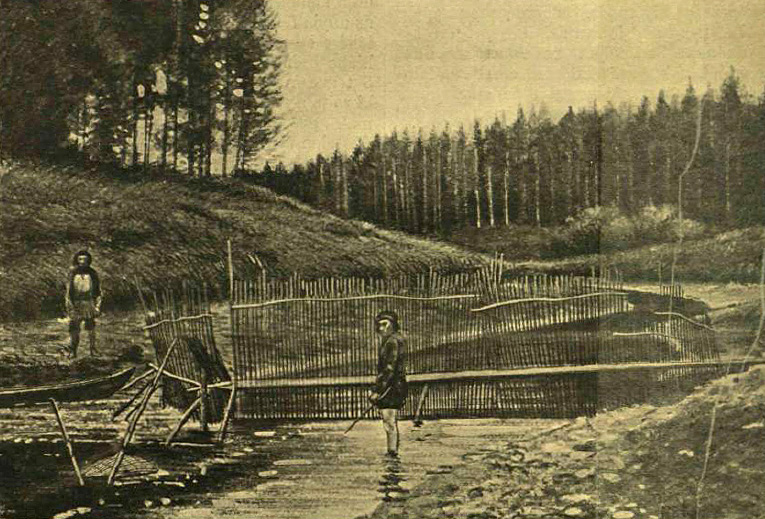
Cége a Nagy-Jugan völgyében (Szibéria). Dr. Jankó János A magyar halászat eredete című könyvéből (1900).

Ibn Roszteh és Gardizi megfogalmazásai szerint a honfoglaló magyarság, s a pusztai népek élelmezésében a halászat főleg a téli időszakokra korlátozódott. A legeltető, állattenyésztésből élő lakosság a nyarat az úgynevezett "nyári szállásokon" töltötte, ekkor a húsfogyasztásnak alig volt szerepe. főleg tejtermékeken, gabonaféleségeken éltek. Az igazi húsfogyasztás ideje a tél volt, de még ekkor is kímélték állatállományukat. Nyáron csak azok halásztak, akik a téli szálláson maradtak, vagyis földművelésből éltek. 
A legeltető állattartással foglalkozó téli- és nyári szállás közt ingázó állattartó lakosság a nyarat a ménesekkel és gulyákkal, birkanyájakkal a messzi legelőkön töltötte. Télre viszont a téli szállásokra húzódott nép is élt hallal, talán az állatállomány kímélése miatt, vagy csak egyszerűen azért, mert szerette a halat.
Regino prümi apát például így írt: "az ugorok átbarangolják a pannónok és avarok pusztaságait, s vadászatból, halászatból szerzik meg mindennapi eledelüket".
A magyar halászatnak a korai Árpád-korból is számos emléke maradt fönn az úgynevezett "halászbokrok"-ról, sőt még sok akkori halász nevét is ismerjük. A korai Árpád-korból már vannak adatok arról, hogy az akkori lakosság már halastavakat is "rekesztett" magának, nem elégedett meg a haldús folyókkal, tavakkal, és a fölös "rónavizekkel".

### Rekesztőhalászat
A halászat legősibb módja az úgynevezett rekesztőhalászat volt.
A levonult árvizek tocsogóiban könnyű volt megfogni az ottmaradt halakat. Valószínű a kor embere ezt látva jutott arra a gondolatra, hogy a természet rendszertelenül jövő tevékenységét maga rendszeresen végezze.

### Dugászás
A halászat egyik legősibb módja az úgynevezett dugászás. E módszerrel a Székelyföldön és a Kaukázusban ma is halásznak: ez úgy történik, hogy a pataknak új medret ásnak, annak régi medrét pedig az új meder szája alatt eldugják. Az elapadt mederben könnyűszerrel fogják meg a víz nélkül maradt halakat. Pár hét múlva újra visszaeresztik a patakot régi medrébe, s ekkor az új mederben szedik össze a szárazra került halakat. A dugászás műveletét persze csak kis hegyi patakokon lehet elvégezni.

### Cége- és varsás halászat
A folyóvizekbe a különböző cégefajtákat azon élettani megfigyelésekre alapozva állították fel, hogy a hal lehetőleg nem tér el irányától. Ha azonban valami mégis eltéríti, akkor rést keres az akadályon és tovább folytatja útját.
A kisebb folyókat, patakokat V-alakban épített kő-, vagy vesszőfallal (lésza) zárták el, a fal csúcsánál pedig nyílást hagytak, hogy a hal átjuthasson rajta, a nyíláson azonban hálóból vagy vesszőből font zsákot (varsát) állítottak, amelyből a beljutott hal már nem tudott kiszabadulni.
A varsának különböző formái voltak, vesszőből, de hálóból is készítettek varsákat, melyeket a halak útjába helyezték, és a hal az egyre szűkülő tölcséres nyíláson át jutott be a kosárba, ahonnan már nem tudott menekülni. 
E varsákból többet is elhelyeztek egymás mellett, úgynevezett varsa bokrokat ültettek megfigyelve a halak járását levert cölöpökhöz kötötték a varsát, telente pedig a jégalatti halászathoz használták.
Ilyen varsás halászatról maradtak fenn adataink a középkori Nagymaros vizahalászairól a Duna úgynevezett vizafogó ágaiban.
A marosiak vizafogó tanyája a fennmaradt leírások szerint ugynevezett "fekülő" (fekvő) tanya volt, mely különbözött az egyébként megszokottól. Ennek építéséről 1615 januárjából maradt fenn adat, melyben öt marosi halász írta le e fekvő tanya építését.
A viza ugyan mára már kihalt folyóinkból, de a középkorban még nagy számban volt található a Fekete-tengerbe torkolló folyókban. Akár 3-4 méter nagyságúra is megnövő, néha 5–600 kg-os hal volt, mely évente kétszer úszott fel a Fekete-tengerről ívásra a Duna sekélyebb vizeire. A viza a tél közeledtével szállást keresett a víz fenekének mélyedéseiben, gödreiben, és ilyenkor a víz színén lomhán úszkált. Ezt az időszakot használták ki a vizafogó tanyákon.
Tavasszal visszaúsztak a Fekete tengerbe, majd július felé ismét felúsztak a sekélyebb vizekben levő ívóhelyükre.
A dunai halászok a középkor végéig nagy számban halászták e halfajtát, melynek megfogásához különleges halászati módot alkalmaztak, kihasználva a hal szokásait, úgynevezett vizafogó tanyákat építettek. E tanyákat, ahhoz hogy a halászat eredményes lehessen időben kellett elkészíteni, ez a következőképpen történt: cégével fogásnál karókat vertek le a vízbe a varsa számára, mely olyan zegzugos kelepce volt, hogy az ebbe beúszott viza bennrekedt.
Ha a vizahalászat még jégolvadás előtt történt, szigonyt vágtak a hal hasába. Ha hálóval fogták, az általában két hajóról történt, zátonyos, gázlós helyen. Ilyenkor a viza hasát csiklandozva hanyatt dőlt. Ekkor szájon és kopoltyún keresztül való kötélhúzással tették ártalmatlanná, s mint az ökröt, "furkósbottal agyonverték".

### Kerítőhalászat
A kerítőhalászat – mely már szervezett halásztársadalmat követelt – mind a mai napig fennmaradt halászati mód. 
Erről az első adat a Tihanyi alapítólevélben maradt fenn, melyben 10 halászt rendeltek az apátság szolgálatára.
A kerítőhalászat eljárása a következő:
Folyó vagy a patak két partja között a hal járásával ellentétes irányba húzták. A háló felső peremére parákat szereltek, hogy a víz színén maradjon, az alsó részét pedig súlyokkal húzták a víz fenekére. A félkörben húzott háló megfeszült, és ezáltal a hal sem felette, sem alatta nem tudott menekülni.
A tavakon a hálót úgy alkalmazták, hogy a háló egyik végét a part felől hagyták, másik végével pedig a csónakon nagy kerülőt téve húzták mindig összébb.

### Egyéb halászati módok

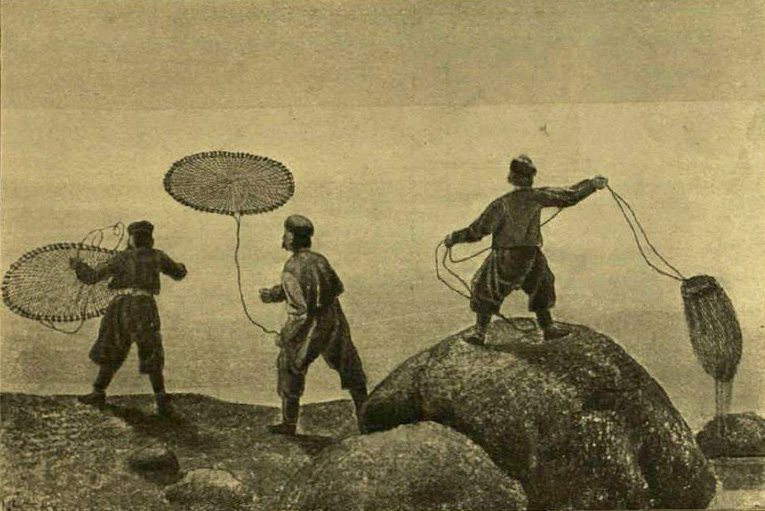
Krími vetőháló. Dr. Jankó János A magyar halászat eredete című könyvéből (1900).

A halászatnak a fent említetteken kívül még számtalan, ősinek számító változata volt:
- A gyalom is, mely ugyancsak a honfoglalás korából maradt fenn. Ez egy mozgatható cége, ahol a háló közepén megvan a zsák is (káta). A húzásakor menekülő halak ebbe jutnak bele, s már nem tudnak innen kiszabadulni.
Ezt a halászati módot használják még ma is a Balatonon a jéghalászok, akik ezt 140-160 méter hosszú gyalommal végzik, melynek húzóköteléhez erősített vezérrudak a "bedöntőn" beeresztett gyalmot a jégbe vágott lyukakon keresztül, majd a léken keresztül az egészet megint összefogják és kihúzzák.
- a métháló azon alapul, hogy a befagyott patak vagy folyam jegébe léket vágtak, s éjszakára a parton a lék közelében tüzet raktak. A világossághoz a lék felszínére gyűlő halak befagytak a vékony jégrétegbe, és reggel jéggel együtt vágták ki azokat. Ez a galászati mód a Göcsejben nem régen még ismert volt.
- vetőháló-t úgy használták, hogy a vízbe dobták, és a szélein súlyokkal ellátott kör alakú háló szélei gyorsabban süllyedtek le, mint a közepe, s így a felfelé vagy oldalirányba menekülő hal beleakadt a hálóba.
- a tapogató az egyszerűbb halászati eszközök közül való volt. A sekély vizekben különféle tapogatókkal borították le a halat, és kézzel fogták meg azt.
- a kutyogató  egy kés alakú talpas fadarab, melyet a vízhez odaütögetnek, s ez éppen olyan hangot ad, mint a csobbanás, vagy mintha a béka kuruttyolna. Ezzel főleg a harcsát, s más ragadozó halakat csalogattak a közelbe, és a békára vadászó harcsa gyanútlanul kapja be a horgon levő békát.
Ezzel a módszerrel halásztak egykor a Tisza, a Szamos és a Túr holtágaiban, lassú folyású vizeinkben, ahol a ragadfozó Harcsa a folyóparti fák kimosott gyökerei közt élt. Herman Ottó ezt Szeged és Csongrád környékén figyelte meg a Tiszán, mikor a nyári áradások alkalmával éjszakánként a halászok ekképp fogták a harcsát. De az ősi halászati eszközök és módok ma is megfigyelhetők a Túr partján Túristvándi-ban nyaranta megtartott halászati bemutatókon, ahol e szerszámok használata a gyakorlatban is látható.
A folyamszabályozás előtt mérhetetlen mennyiségű hal volt a Dunában és mellékfolyóiban is. A középkorban a viza számított a legértékesebb mindennapos halnak, de más halfajokban is bővelkedtek a Kárpát-medence folyói és tavai. Erről a korai oklevelekben sok írásos adat maradt fenn.
A dunai és a tiszai halászok ősi múlttal dicsekedhetnek. Még ma is élnek a régi halászhagyományok, ha némileg módosultak is. A lakosság kis része ma is folytatja ősei halfogási módját. Csaknem minden falunak megvan a ma is élő halásznépe, a régi halászok leszármazottaiból.
A dunai halászok  a régi szerszámok közül ma is használják a varsát (vörse), a kocahálót, a vészit, a táplit, a merengölőt. Dr. Solymos Ede etnográfus szentelte életét a Duna halászatának felkutatásának.  A Tisza halászatát Dr. Szilágyi Miklós gyüjtötte fel, és írta le.